# 上位中産階級
上位中産階級（Upper-middle class）とは、社会集団に関する社会学上の概念である。

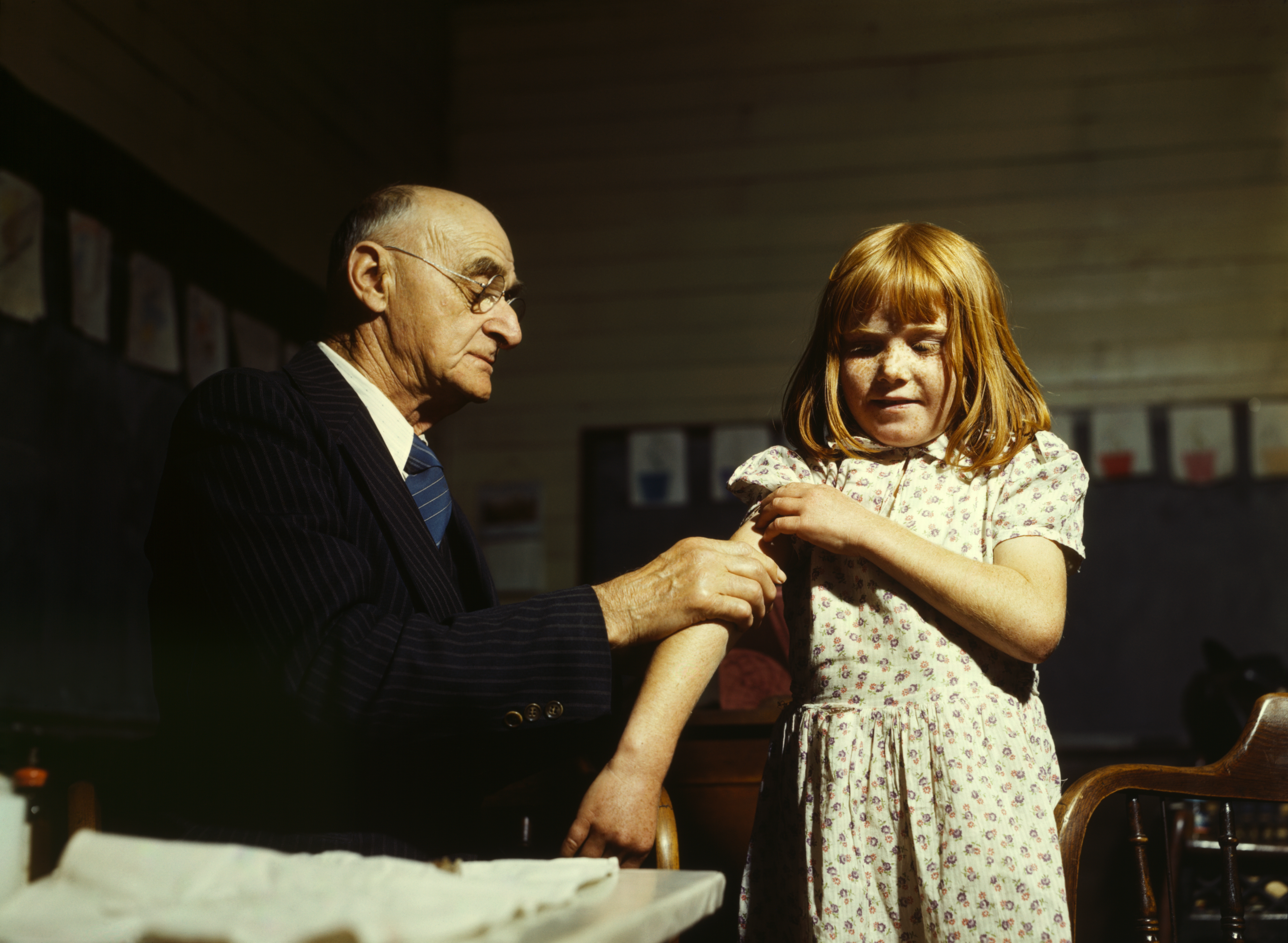
上位中産階級の典型的な職業である医師

## 概要
中産階級のうち高いほうの地位にある者により構成される。下位中産階級と対になる語であり、上流階級に次ぐ地位にある。上位中産階級の定義についてはさまざまな議論があり、社会学者のマックス・ヴェーバーによれば、上位中産階級は学位と十分な収入を確保した、教養のある知的職業人により構成されている。
先進国では最多の人口を持つアメリカ合衆国の上位中産階級も同様に、収入と教育、職業を有力な指標として用い、定義される。アメリカにおける上位中産階級は、平均以上の収入や修士以上の高等教育の学位を確保しているだけでなく、仕事においても高度な自立性を保っているホワイトカラーの知的職業人によって大部分を構成していると定義される。個々人の主要な職業上の課業は、概念化、相談、指導に集約される傾向にある。
伝統的な階級社会を特徴とするイギリスでは、同国の相続制度により、貴族や地主といった上流階級の次男以下の息子たちがこの階級に送り込まれる構造を呈するため、上流階級と上位中産階級の境界はしばしば曖昧となる。ジェントルマンやダンディの出現は、この社会構造と大きく関連している。